# Acero toledano

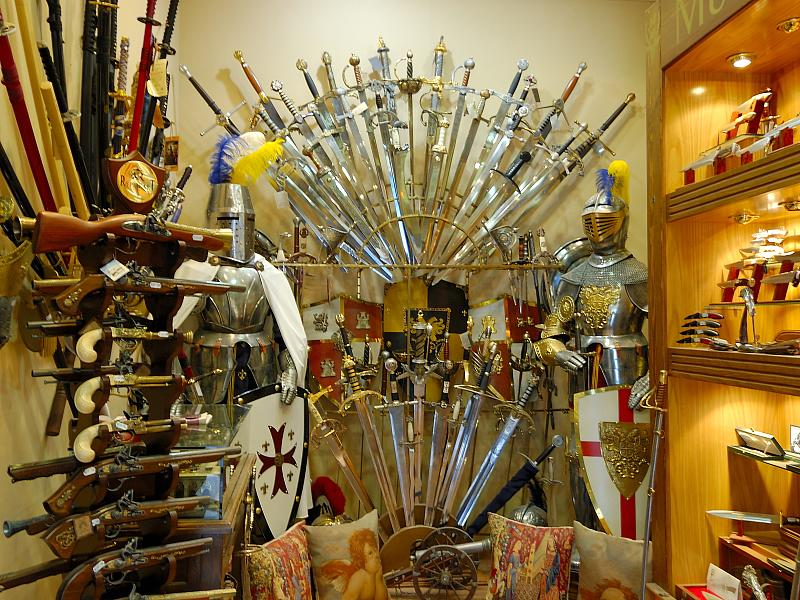
Tienda de suvenires de Toledo.

El acero toledano, de la ciudad de Toledo, en España, es una variedad de acero que fue muy popular en los tiempos del Imperio Español para la fabricación de armas de guerra, sobre todo espadas.

## Fabricación
El acero toledano era el resultado de  una aleación de hierro y acero, para lo cual  el acero era  de distribución uniforme. Esta aleación era más flexible que otras, lo que la hacía más resistente y manejable.

## Producción en la Fábrica de Armas de Toledo
Con el devenir de los siglos la fabricación de espadas en Toledo fue decayendo, hasta que en 1761 se creó la Fábrica de Armas de Toledo con la intención de recuperar el esplendor de la elaboración de armas de la ciudad, y se inicia la elaboración de espadas siguiendo los cánones clásicos. 
Las armas cortas se fabricaban sólo con acero, mientras que las largas se hacían con un alma de hierro recubierta de dos placas de acero, llamadas tejas. Se empleaba acero cementado de Pola de Lena, Asturias, fabricado este a su vez con hierro de Vizcaya, que antes era traído de Alemania. Las planchas de hierro utilizadas para las vainas de sable se traían del extranjero.
El proceso de fabricación era laborioso y no faltaba el martillo del forjador. Tras su fabricación las armas sufrían cinco pruebas de resistencia y flexibilidad. Una era «la de la rodilla», que consistía en doblar la espada sobre un apoyo fijo (a menudo la rodilla) desde la espiga hasta la punta, prueba que no era resistida por la mayoría de las demás espadas. La prueba del plomo consistía en coger la hoja por la espiga con la mano derecha y dibujar con la punta un semicírculo sobre una plancha de plomo fija en la pared y que dicha línea del semicírculo fuera tan ancha como la propia parte de la espada. La prueba de la S consistía en probar la igualdad del temple de la espada. La cuarta prueba consistía en dar tres fuertes cuchilladas sobre un casco de hierro fijo y relleno y en la quinta prueba se examinaba sobre una almohadilla si con los tres golpes anteriores la hoja tenía algún desperfecto.

## Popularidad
El acero toledano, también conocido a nivel internacional como acero español, ha alcanzado una gran popularidad en el cine y la literatura. Es mencionado, por ejemplo, en la película Robin Hood: príncipe de los ladrones, en el primer capítulo de la serie " El Zorro " y también en la novela El Corsario Negro de Emilio Salgari. Actualmente, marcas como Marto y Swords from Toledo se dedican a la fabricación en masa de réplicas decorativas de espadas y dagas históricas y de fantasía tales como las vistas en superproducciones de Hollywood como Highlander, El señor de los anillos, Braveheart o Gladiator; así como también sables de gala para fuerzas armadas de varias naciones. Sin embargo es importante aclarar que estas espadas son meramente decorativas y no son fabricadas con las cualidades necesarias (estructura interna, proporciones, balance y materiales) para resistir su uso en artes marciales, prácticas corte, sabrage, coreografías y mucho menos defensa personal; darle cualquiera de estos usos puede causar accidentes graves para el usuario o personas a su alrededor.
En 2009 Toledo consiguió el sello de denominación de origen «Hecho en Toledo» para sus productos de artesanía.